# Idö (Västerviks kommun)

Idö är en ö och by i Västrums socken, Västerviks kommun. Ön har en yta på 96 hektar.
Idö etablerades som lotsplats i början av 1600-talet sedan Oluf på Krokö flyttade över sundet till Idö, där det fanns bättre betes- och odlingsmöjligheter. Lotsstugan brändes av danskarna 1612 men återuppfördes dock snart. En svag ristning i berghällen och några husgrunder kan ses på platsen för den ursprungliga lotsplatsen. Enligt legenden skall ristningen ha tillkommit i samband med att Karl XI besökte ön i slutet av 1600-talet. Den nuvarande lotsplatsen tillkom vid mitten av 1800-talet. Då uppfördes också ett utkikstorn i stället för den avskalade gran som tidigare varit utkikstorn. Ett nytt utkikstorn uppfördes 1920, vilket i sin tur 1950 ersattes av ett nytt torn i form av en tillbyggnad på det 1880 uppförda lotshuset. Då Städsholmens lotsplats lades ned 1964 flyttades personalen till Idö. 1986 lades dock även denna lotsplats ned.
2008 fanns endast en heltidsboende kvar på ön, men sedan dess har viss inflyttning skett, och 2012 fanns 6 helårsboende på ön.